# Tylana rodriguensis
Tylana rodriguensis är en insektsart som beskrevs av Williams 1982. Tylana rodriguensis ingår i släktet Tylana och familjen sköldstritar. Inga underarter finns listade i Catalogue of Life.